# Виноградовка (станция)
Виноградовка — техническая железнодорожная станция Ростовского региона Северо-Кавказской железной дороги.
Расположена на территории Чертковского района Ростовской области.
Станция расположена на линии, идущей в обход Украины. Строительство началось весной 2015 года. 20 сентября 2017 года состоялся запуск грузовых поездов.